# Olga Oelkers
Olga Oelkers (ur. 21 maja 1887 w Aleksandrii, zm. 10 stycznia 1969 we Frankfurcie nad Menem) – niemiecka florecistka, brązowa medalistka olimpijska i czterokrotna medalistka mistrzostw świata.
Na igrzyskach olimpijskich w Amsterdamie w 1928 roku zdobyła brązowy medal we florecie indywidualnym. W rundzie finałowej wygrała cztery z siedmiu pojedynków i uplasowała się za rodaczką, Helene Mayer oraz Muriel Freeman z Wielkiej Brytanii. Brała także udział w igrzyskach olimpijskich w Berlinie w 1936 roku, gdzie odpadła w półfinałach.
Podczas mistrzostw świata w Warszawie w 1934 roku (oficjalnie zawodu tego cyklu rozgrywane są pod tą nazwą dopiero od 1937) razem z koleżankami z reprezentacji wywalczyła srebrny medal w zawodach drużynowych. W tej samej konkurencji zdobywała następnie brązowy medal na mistrzostwach świata w Lozannie (1935), złoty na mistrzostwach świata w San Remo (1936) oraz kolejny srebrny na mistrzostwach świata w Paryżu (1937).
Była mistrzynią kraju w latach 1928, 1930, 1932 i 1933.